# CONCACAF Nations League 2022-2023 - Lega B

## Gruppo A

### Classifica
| Squadra           | Pt | G | V | N | P | GF | GS | DG |
| ----------------- | -- | - | - | - | - | -- | -- | -- |
| Cuba              | 15 | 6 | 5 | 0 | 1 | 11 | 3  | +8 |
| Guadalupa         | 9  | 6 | 3 | 0 | 3 | 5  | 5  | +0 |
| Antigua e Barbuda | 9  | 6 | 3 | 0 | 3 | 5  | 7  | -2 |
| Barbados          | 3  | 6 | 1 | 0 | 5 | 3  | 9  | -6 |

### Risultati
| Arbitro: | Moeth Gaymes |

|  |           |              |
|  | Marcatori | 90+1’ Philip |

| Arbitro: | José Torres |

|                         |           |              |
| Gendrey 15’ Ambrose 90’ | Marcatori | 74’ M. Reyes |

| Arbitro: | Marco Ortíz |

|                                               |           |  |
| Pozo 35’ A. Hernández 38’ Paradela 47’ (rig.) | Marcatori |  |

| Arbitro: | Reginald Gumbs |

|            |           |  |
| Weston 55’ | Marcatori |  |

| Arbitro: | Raúl Castro |

|  |           |             |
|  | Marcatori | 16’ Ambrose |

| Arbitro: | Kimbell Ward |

|  |           |                               |
|  | Marcatori | 16’ Paradela 83’ O. Hernández |

| Arbitro: | Guillermo Pacheco |

|                            |           |            |
| A. Hernández 16’, 21’, 63’ | Marcatori | 51’ Bishop |

| Arbitro: | Melvin Matamoros |

|                               |           |            |
| Ambrose 6’ Phaeton 27’ (rig.) | Marcatori | 59’ Atkins |

| Arbitro: | Walter López |

|  |           |          |
|  | Marcatori | 3’ Reyes |

| Arbitro: | Pierre-Luc Lauzière |

|  |           |                      |
|  | Marcatori | 57’ Nathaniel-George |

| Arbitro: | Ismael Cornejo |

|            |           |                    |
| Weston 31’ | Marcatori | 62’ Gale 87’ James |

| Arbitro: | Ricardo Montero |

|             |           |  |
| Matos 45+2’ | Marcatori |  |

## Gruppo B

### Classifica
| Squadra    | Pt | G | V | N | P | GF | GS | DG  |
| ---------- | -- | - | - | - | - | -- | -- | --- |
| Haiti      | 16 | 6 | 5 | 1 | 0 | 22 | 5  | +17 |
| Guyana     | 10 | 6 | 3 | 1 | 2 | 8  | 14 | -6  |
| Bermuda    | 4  | 6 | 1 | 1 | 4 | 7  | 10 | -3  |
| Montserrat | 4  | 6 | 1 | 1 | 4 | 6  | 14 | -8  |

### Risultati
| Devonshire 4 giugno 2022, ore 18:00 UTC-3 | Bermuda    | 0 – 0 referto | Haiti | Bermuda National Stadium\| Arbitro: \| Reon Radix \| |
| Arbitro:                                  | Reon Radix |               |       |                                                      |

| Arbitro: | Jefferson Escobar |

|             |           |                  |
| Clifton 21’ | Marcatori | 61’, 71’ Glasgow |

| Arbitro: | Reon Radix |

|                        |           |              |
| Bobb 35’ Glasgow 45+2’ | Marcatori | 42’ Leverock |

| Arbitro: | David Gómez |

|                                |           |                               |
| Prunier 5’ Antoine 9’ Saba 25’ | Marcatori | 19’ Simon 90+2’ (rig.) Taylor |

| Arbitro: | Enrique Santander |

|                               |           |                                                             |
| Welshman 11’ Moriah-Welsh 44’ | Marcatori | 4’ Jean 9’ Saba 38’ Antoine 41’, 43’ Etienne 80’ Christophe |

| Arbitro: | Adonis Carrasco |

|                                    |           |                       |
| Taylor 47’ (rig.), 85’ Clifton 67’ | Marcatori | 54’ Clemons 78’ Wells |

| Devonshire 14 giugno 2022, ore 18:00 UTC-4 | Bermuda | 3 – 0 (tav.) referto | Montserrat | Bermuda National Stadium |

| Arbitro: | Randy Encarnación |

|                                                              |           |  |
| Christian 39’ Prunier 48’, 76’ Simonsen 63’ Antoine 87’, 89’ | Marcatori |  |

| Arbitro: | Fernando Hernández |

|  |           |                        |
|  | Marcatori | 52’ Gordon 58’ Garrett |

| Arbitro: | Bryan López |

|  |           |                                               |
|  | Marcatori | 49’ Nazon 60’ Pierrot 70’ Etienne 84’ Prunier |

| Arbitro: | Melvin Matamoros |

|                                        |           |          |
| Pierrot 25’ Simonsen 26’ Antoine 45+4’ | Marcatori | 75’ Bean |

| Wildey 28 marzo 2023, ore 19:00 UTC-4 | Guyana         | 0 – 0 referto | Montserrat | Wildey Turf\| Arbitro: \| Keylor Herrera \| |
| Arbitro:                              | Keylor Herrera |               |            |                                             |

## Gruppo C

### Classifica
| Squadra                   | Pt | G | V | N | P | GF | GS | DG  |
| ------------------------- | -- | - | - | - | - | -- | -- | --- |
| Nicaragua                 | 14 | 6 | 4 | 2 | 0 | 15 | 5  | +10 |
| Trinidad e Tobago         | 13 | 6 | 4 | 1 | 1 | 12 | 4  | +8  |
| Bahamas                   | 4  | 6 | 1 | 1 | 4 | 2  | 11 | -9  |
| Saint Vincent e Grenadine | 2  | 6 | 0 | 2 | 4 | 5  | 14 | -9  |

### Risultati
| Arbitro: | Jorge Pérez |

|                      |           |  |
| St. Fleur 68’ (rig.) | Marcatori |  |

| Arbitro: | Keylor Herrera |

|                           |           |                  |
| Quijano 45+1’ Bonilla 78’ | Marcatori | 46’ (aut.) Reyes |

| Arbitro: | Benjamin Whitty |

|                           |           |                           |
| Solomon 3’ Anderson 45+3’ | Marcatori | 22’ Bonilla 41’ Moldskred |

| Arbitro: | Shavin Greene |

|             |           |  |
| Hackshaw 4’ | Marcatori |  |

| Arbitro: | Alex Chilowicz |

|  |           |                         |
|  | Marcatori | 17’ Hackshaw 25’ García |

| Arbitro: | Joseph Dickerson |

|  |           |                               |
|  | Marcatori | 40’ Ciorciari 90+1’ Moldskred |

| Arbitro: | Nelson Salgado |

|                                          |           |             |
| García 9’ Powder 11’, 41’ Rochford 90+1’ | Marcatori | 26’ Stewart |

| Arbitro: | Julio Luna |

|                                                     |           |  |
| Barrera 19’ (rig.) Moreno 34’, 45’ Smith 74’ (rig.) | Marcatori |  |

| Arbitro: | Oshane Nation |

|  |           |                               |
|  | Marcatori | 5’ Moses 26’ Jones 34’ Telfer |

| Arbitro: | Adonai Escobedo |

|                                                 |           |                    |
| Smith 3’ Barrera 42’ Moldskred 60’ Flores 90+2’ | Marcatori | 18’ (rig.) Edwards |

| Arbitro: | Fernando Guerrero |

|                    |           |            |
| Edwards 59’ (rig.) | Marcatori | 70’ Joseph |

| Arbitro: | Armando Villarreal |

|           |           |           |
| Jones 42’ | Marcatori | 27’ Smith |

## Gruppo D

### Classifica
| Squadra         | Pt | G | V | N | P | GF | GS | DG |
| --------------- | -- | - | - | - | - | -- | -- | -- |
| Guatemala       | 13 | 6 | 4 | 1 | 1 | 11 | 4  | +7 |
| Guyana francese | 11 | 6 | 3 | 2 | 1 | 8  | 8  | +0 |
| Rep. Dominicana | 8  | 6 | 2 | 2 | 2 | 8  | 7  | +1 |
| Belize          | 1  | 6 | 0 | 1 | 5 | 2  | 10 | -8 |

### Risultati
| Arbitro: | Damien Rosa |

|                          |           |  |
| Sarrucco 9’ Nemouthe 41’ | Marcatori |  |

| Arbitro: | Oliver Vergar |

|  |           |                      |
|  | Marcatori | 20’ López 67’ Romero |

| Arbitro: | Diego Montaño |

|                                     |           |  |
| Nemhard 10’ (aut.) Mejía 75’ (rig.) | Marcatori |  |

| Arbitro: | Ricardo Montero |

|                      |           |                                    |
| Romero 20’ López 51’ | Marcatori | 16’ Sarrucco 71’ Baal 78’ Abelinti |

| Arbitro: | Daniel Quintero |

|          |           |              |
| Avila 9’ | Marcatori | 89’ Sarrucco |

| Arbitro: | Ricardo Montero |

|             |           |            |
| Lorenzo 12’ | Marcatori | 26’ Santís |

| Arbitro: | Adonai Escobedo |

|                       |           |  |
| Rubin 32’, 78’ (rig.) | Marcatori |  |

| Arbitro: | Pierre-Luc Lauziere |

|              |           |  |
| Sarrucco 80’ | Marcatori |  |

| Arbitro: | Ricangel de Leça |

|             |           |               |
| Legrand 86’ | Marcatori | 90+4’ Heredia |

| Arbitro: | Selvin Brown |

|               |           |                            |
| Polanco 45+1’ | Marcatori | 30’ Castellanos 44’ Santis |

| Arbitro: | Yadel Martínez |

|                       |           |  |
| Reyes 13’ Lorenzo 70’ | Marcatori |  |

| Arbitro: | Marco Ortiz |

|                                                 |           |  |
| Rubin 60’ Sequén 76’ Samayoa 80’ Aparicio 90+2’ | Marcatori |  |

## Statistiche

### Classifica marcatori
5 reti
- Carnejy Antoine

4 reti
- Arichel Hernández

- Joel Sarrucco

- Mondy Prunier

3 reti
- Thierry Ambrose
- Rubio Rubin (1 rig.)
- Omari Glasgow

- Derrick Etienne
- Lyle Taylor (2 rig.)
- Jaime Moreno Ciorciari

- Matias Belli Moldskred
- Ariagner Smith (1 rig.)

2 reti
- Myles Weston
- Luis Paradela (1 rig.)
- Maykel Reyes
- Óscar Santís
- Frantzdy Pierrot
- Steeven Saba

- Jeppe Simonsen
- Adrian Clifton
- Juan Barrera (1 rig.)
- Byron Bonilla
- Jean Carlos López
- Nowend Lorenzo

- Dorny Romero
- Kyle Edwards (2 rig.)
- Neveal Hackshaw
- Joevin Jones
- Noah Powder

1 rete
- D'Andre Bishop
- Ashley Nathaniel-George
- Shavorn Philip
- Marcel Joseph
- Lesly St. Fleur (1 rig.)
- Keon Atkins
- Thierry Gale
- Tajio James
- Horace Avila
- Jordy Polanco
- Jai Bean
- Willie Clemons
- Dante Leverock
- Nahki Wells
- Onel Hernández
- Yasniel Matos
- Willian Pozo

- Grégory Gendrey
- Matthias Phaeton (1 rig.)
- Jorge Aparicio
- Óscar Castellanos
- Carlos Mejía (1 rig.)
- Nicolás Samayoa
- Marlon Sequén
- Trayon Bobb
- Jeremy Garrett
- Liam Gordon
- Nathan Moriah-Welsh
- Emery Welshman
- Arnold Abelinti
- Loïc Baal
- Jean-David Legrand
- Thomas Nemouthe
- Alex Christian

- Fredler Christophe
- Dany Jean
- Duckens Nazon
- Kaleem Simon
- Francisco Flores
- Josué Quijano
- Carlos Heredia
- Edarlyn Reyes
- Oalex Anderson
- Azinho Solomon
- Cornelius Stewart
- Judah García
- Levi García
- Kareem Moses
- John-Paul Rochford
- Ryan Telfer

Autoreti
- Deshawon Nemhard (1, pro  Guatemala)

- Christian Reyes (1, pro  Trinidad e Tobago)